# Lake Forest Park (Washington)
Lake Forest Park est une ville du Comté de King dans l'état de Washington, au nord de Seattle.
C'est une banlieue résidentielle située au bord du lac Washington.

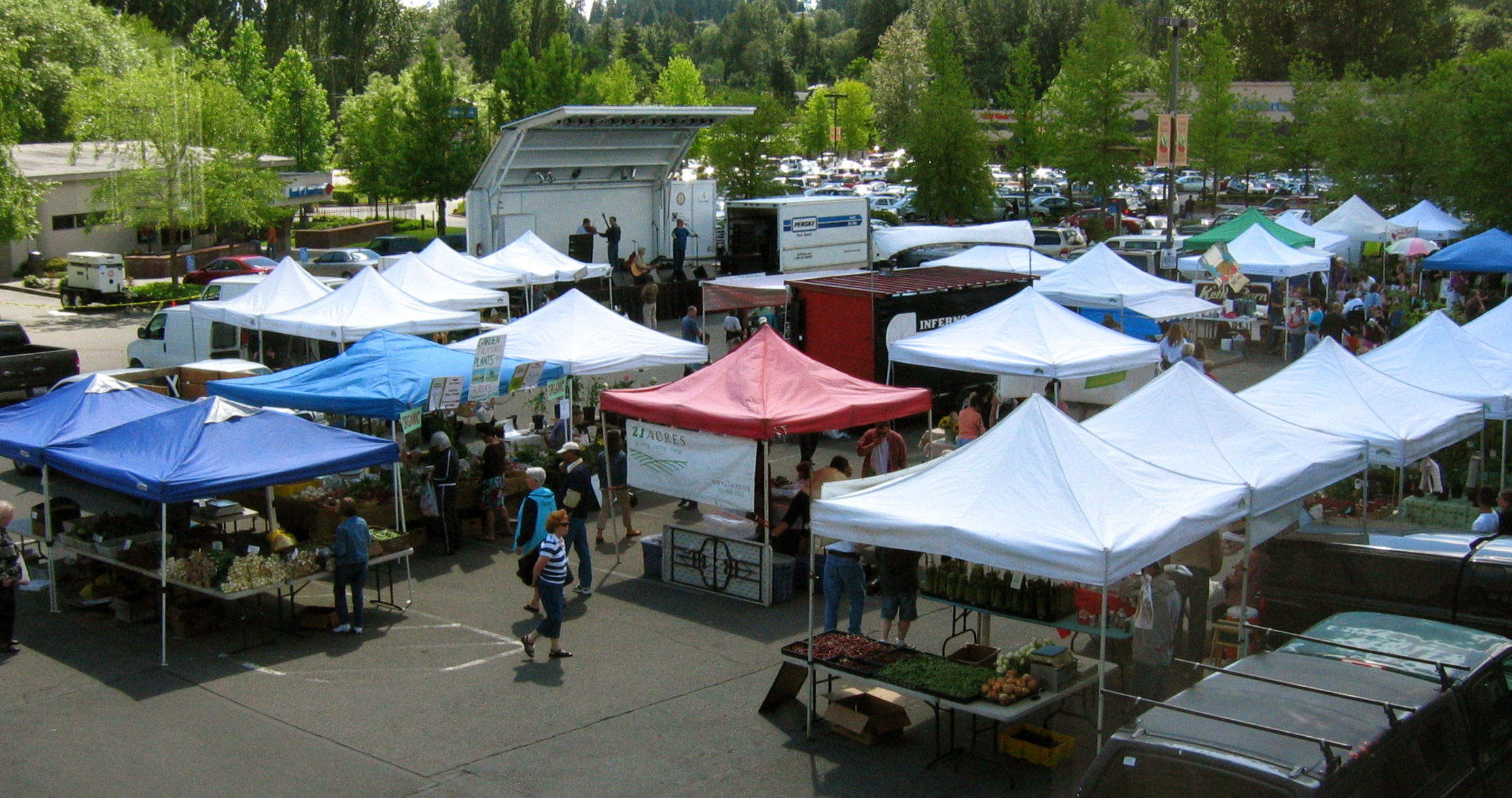
Centre-ville de Lake Forest Park et marché fermier

Sa population était de 12,598 habitants en 2010.